# 任中麟
任中麟（？—17世紀），字孔書，陝西西安府臨潼縣人，明朝、南明政治人物。

## 生平
任中麟是追贈知縣任一元之子，崇禎四年進士任中鳳兄長，崇禎六年（1633年）中舉人，次年（1634年）聯捷進士，都察院觀政，八年獲授山東黃縣知縣，十四年行取，考选兵部車駕司主事，十五年升武选司郎中，轉任山東督學副使。弘光年間他拒絕李自成脅逼，和弟弟不再出仕，穿上平民衣服遊歷四十年，死後獲祀忠義祠。

## 引用
1. 1 2  錢海岳《南明史·卷三十五·列傳第十一》：（弘光）時山東司道：……任中麟，字孔書，臨潼人。崇禎七年進士。黃縣知縣，累遷山東督學副使歸。……皆杜門四十年乃卒。
2. ↑  乾隆《臨潼縣志·卷六·選舉》：（崇禎）六年癸酉科（舉人） 任中麟 甲戌進士
3. ↑  《崇祯七年甲戌科进士履历便览》：任中麟，曾祖天受，寿官；祖九州，儒官；父一元，生员。孔书，易五房，乙卯年二月月十三日生，西安府临潼县人，癸酉乡试四名，会二百八十二名，三甲一百十六名，都察院观政，乙亥授山东黄县知县，辛巳行取考选兵部车驾司主事，壬午升武选司郎中。
4. ↑  乾隆《臨潼縣志·卷七·人物》：任中麟，前志（曰）中麟字孔書，弟中鳳字鶴伯，父一元，性慈善好施，崇禎間屢蠲粟濟貧，全活甚眾。中麟甲戌進士，初授黃縣令有能聲，累官山東學政……逆闖變後皆強仕，杜門謝公卿，角巾野服遊林下，且四十年，風節矯然。 今祀忠義